# Župnija Gornji Logatec
Župnija Gornji Logatec je rimskokatoliška teritorialna župnija dekanije Vrhnika nadškofije Ljubljana.

### Farne spominske plošče v župniji Dolnji Logatec
V župniji Dolnji Logatec so postavljene Farne spominske plošče, na katerih so imena vaščanov iz okoliških vasi (Jakovica pri Lazah, Dolnji Logatec), ki so padli nasilne smrti na protikomunistični strani v letih 1943–1945. Skupno je na ploščah 81 imen.